# Lotteria
 (mai 2020).
Si vous disposez d'ouvrages ou d'articles de référence ou si vous connaissez des sites web de qualité traitant du thème abordé ici, merci de compléter l'article en donnant les références utiles à sa vérifiabilité et en les liant à la section « Notes et références ».
Lotteria est une chaîne de restauration rapide asiatique créée à Tokyo en septembre 1972 et actuellement[Quand ?] basée à Séoul, en Corée du Sud. Lotteria est présente au Japon, en Corée du Sud, en Indonésie, au Viet-Nam, au Cambodge, au Laos et en Birmanie.
Elle appartient au chaebol Lotte Group, dont elle a en partie reprit le nom en rajoutant le suffixe -ria du terme « cafétéria ».